# 모리모토 쓰루
모리모토 쓰루(일본어: 森本 鶴, 1970년 11월 9일 ~ )는 일본의 은퇴한 여자 축구 선수이다.

## 국가대표팀 경력
그녀는 1994년 8월 21일 오스트리아과의 경기에서 일본 국가대표팀에 데뷔했다. 1994년 아시안 게임 은메달, 1995년 AFC 여자 축구 선수권 대회 준우승 획득에 기여했으며 1995년 FIFA 여자 월드컵에도 출전했다. 그녀는 1995년까지 국제 A매치 5경기에 출전해서 1득점을 넣었다.

## 통계
| 일본 | 일본 | 일본 |
| 연도 | 출전 | 득점 |
| ---- | ---- | ---- |
| 1994 | 4    | 1    |
| 1995 | 1    | 0    |
| 통산 | 5    | 1    |